# Hoàng Phi Hồng II: Nam nhi đương tự cường
Hoàng Phi Hồng 2: Nam Nhi Đương Tự Cường (tiếng Anh: Once Upon a Time in China II; tiếng Trung Quốc: 男兒當自強) là một bộ phim võ thuật Hồng Kông năm 1992 do đạo diễn Từ Khắc viết kịch bản và đạo diễn với sự tham gia của Lý Liên Kiệt trong vai Hoàng Phi Hồng - vị võ sư và anh hùng dân gian của người Quảng Đông. Đây là phần thứ hai trong loạt phim Hoàng Phi Hồng (Once Upon a Time in China) và cùng với các diễn viên trứ danh của Hồng Kông như Chân Tử Đan (Donnie Yen), Quan Chi Lâm và Mạc Thiếu Thông. Bài hát chủ đề mang tính biểu tượng khí phách có tên "Nam nhi đương tự cường" (男兒當自強), được Lâm Tử Tường trình bày bằng tiếng Quảng Đông ở đầu phim và Thành Long ở phần cuối phim, Thành Long cũng hát phiên bản tiếng phổ thông. Phim đạt doanh thu 30,399,676 HK$. Đây là một trường hợp hiếm hoi mà phần tiếp theo của một bộ phim Hồng Kông kiếm được doanh thu phòng vé cao hơn so với bộ phim trước đó. Phim đã thu về tổng cộng 30.399.676 đô la Hồng Kông trong thời gian chiếu rạp và nắm giữ tỷ lệ đánh giá 93% trên Rotten Tomatoes.

## Nội dung
Trong khi ở Quảng Châu để tham dự một hội nghị y khoa với các chuyên gia bác sĩ người Tây Dương, sư phụ Hoàng Phi Hồng (do Lý Liên Kiệt thủ vai) vô tình đối đầu với giáo phái Bạch Liên khét tiếng và giúp đỡ các nhà cách mạng chính trị chống lại sự truy bắt của chính quyền nhà Thanh ở Lưỡng Quảng do Nạp Lan nguyên soái (Chân Tử Đan thủ vai) thống lãnh. Lúc này ở Quảng Châu thì đệ tử Bạch Liên giáo ngông cuồng làm loạn, khiến Hoàng Phi Hồng và dì Mười Ba (Thập Tam di) nổi giận đùng đùng. Tình cờ, Hoàng Phi Hồng đánh đổ tổng đàn của Bạch Liên giáo và đánh thắng Cửu Cung Chân nhân, vạch rõ thủ đoạn mê tín dị đoan, sau lại vì ngậm ngùi vận nước suy tàn, dân chúng mê muội ngu ngục, chỉ đành liều mình sống mái một trận với Nạp Lan Nguyên Thuật để cứu nhà cách mạng chạy thoát tới Hồng Kông.
Bộ phim lấy bối cảnh Trung Quốc vào năm 1895 dưới thời nhà Thanh. Hoàng Phi Hồng đi tàu hỏa từ Phật Sơn đến Quảng Châu để tham dự một hội thảo về y học. Anh đi cùng Dì Mười Ba và đệ tử Lương Khoan. Tình hình ở Quảng Châu khá hỗn loạn. Một mặt, có những cuộc biểu tình trên đường phố phản đối việc ký kết Hiệp ước Shimonoseki. Mặt khác, Bạch Liên giáo, một giáo phái bài ngoại, đi khắp nơi tấn công người phương Tây và phá hủy mọi thứ được xem là xa lạ với văn hóa Trung Quốc. Dì Mười Ba sắp bị giáo phái này bắt giữ khi cô chụp ảnh chúng, nhưng Phi Hồng xuất hiện, chiến đấu với chúng và cứu cô.
Phi Hồng thuyết trình về phương pháp châm cứu tại hội thảo trong khi một bác sĩ Trung Quốc được phương Tây đào tạo, Tôn Văn, giúp anh phiên dịch cho những bác sĩ phương Tây. Hội thảo bị gián đoạn khi Bạch Liên giáo bắn những mũi tên lửa vào tòa nhà; Phi Hồng, Lương Khoan và Tôn Văn đã chạy thoát. Phi Hồng cảm thấy Quảng Châu không an toàn và muốn đưa Lương Khoan và Dì Mười Ba trở về Phật Sơn. Tuy nhiên, ngay khi họ sắp rời đi, họ hay tin Bạch Liên giáo đang tấn công một trường học ngoại ngữ dành cho trẻ em Trung Quốc. Họ đến đó và cứu những đứa trẻ. Người chủ quán trọ từ chối cho những đứa trẻ ở lại quán trọ của mình vì ông ta lo sợ Bạch Liên giáo sẽ trừng trị mình.
Khi Phi Hồng đến nha môn để xin cho bọn trẻ trú ẩn, anh gặp một võ quan của triều đình, Nạp Lan Nguyên Thuật. Mặc dù Nạp Lan rất ấn tượng với võ công của Phi Hồng, nhưng gã không chấp thuận yêu cầu của Hoàng sư phụ. Trong khi đó, Lương Khoan và Dì Mười Ba đưa bọn trẻ đến ẩn náu trong lãnh sự quán Anh, nơi đang bị Bạch Liên giáo bao vây. Tại lãnh sự quán, Phi Hồng gặp lại Tôn Văn và biết rằng Tôn Văn và bạn của anh ta, Lục Hạo Đông, là thành viên của một phong trào ngầm có kế hoạch lật đổ nhà Thanh và thành lập một nước cộng hòa ở Trung Quốc. Nạp Lan dẫn binh lính đến và định vào lãnh sự quán để bắt Hạo Đông nhưng lãnh sự Anh đã ngăn cản gã. Đêm đó, Nạp Lan ra lệnh cho binh lính cải trang thành thành viên Bạch Liên giáo và đột nhập vào lãnh sự quán. Sau đó, gã dẫn quân lính vào lãnh sự quán với lý do bảo vệ lãnh sự và bắt giữ các thành viên Bạch Liên giáo trong khi thực tế là lợi dụng cơ hội này để truy bắt Hạo Đông. Nạp Lan bí mật giết chết lãnh sự Anh khi ông ta phát hiện ra âm mưu của gã.
Hạo Đông cải trang thành Lương Khoan và đi theo Phi Hồng ra khỏi lãnh sự quán, trong khi Lương Khoan cải trang thành Hạo Đông để đánh lạc hướng Nạp Lan. Sau đó, Phi Hồng và Hạo Đông buộc phải đến căn cứ của Bạch Liên giáo để đối đầu với thủ lĩnh của giáo phái này. Sau khi chiến đấu với các thành viên Bạch Liên giáo và giao chiến một chọi một với tên giáo chủ, Phi Hồng đánh bại tên giáo chủ và vô tình giết chết hắn. Sau đó, Phi Hồng, Lương Khoan và Hạo Đông đi lấy một cuốn sách có chứa tên của những người cách mạng từ một địa điểm bí mật. Tuy nhiên, họ chạm trán với Nạp Lan và quân lính của gã, và Hạo Đông bị bắn trọng thương. Trong khi Phi Hồng chiến đấu với Nạp Lan để câu giờ, Hạo Đông và Lương Khoan đốt cuốn sách để ngăn nó rơi vào tay chính quyền nhà Thanh. Trước khi chết vì vết thương, Hạo Đông ngăn Lương Khoan đốt tấm vải dùng để gói cuốn sách và bảo anh gặp Tôn Văn ở bến tàu và đưa tấm vải cho anh ta.
Phi Hồng và Lương Khoan cố gắng chạy thoát nhưng họ bị Nạp Lan chặn lại. Phi Hồng và Nạp Lan chiến đấu bằng một cây gậy tre và một "cây gậy vải" (một mảnh vải dài, xoắn). Trong lúc giao chiến, Nạp Lan quấn được miếng vải quanh cổ Phi Hồng và cố siết cổ anh, nhưng Phi Hồng đã thoát ra được và cắt cổ Nạp Lan bằng mảnh tre sắc nhọn, giết chết gã. Khi trời sáng, Phi Hồng và Lương Khoan đến được bến tàu, họ ném tấm vải cho Tôn Văn, người mở nó ra, cho thấy đó là lá cờ bầu trời xanh với mặt trời trắng do Hạo Đông thiết kế.